# Rinorea sylvatica
Rinorea sylvatica är en violväxtart som först beskrevs av Berthold Carl Seemann, och fick sitt nu gällande namn av Carl Ernst Otto Kuntze. Rinorea sylvatica ingår i släktet Rinorea och familjen violväxter. Inga underarter finns listade i Catalogue of Life.